# احمد بن محمد بن خلف
احمد بن محمد بن لیث بن فَرقَد بن سُلَیْم بن‌ ماهان‌ یا ابوجعفر احمد بن محمد بن خلف بن لیث صفاری معروف به ابوجعفر بانویه ششمین شاه صفاری است که به تاریخ ۳۱۱ هجری قمری با کمک مردم سیستان به تخت نشست. در سال ۲۹۸ سامانیان دولت صفاریان را تصرف کرده و پادشاه آن زمان صفاریان یعنی محمد بن علی بن لیث را شکست داده و در زندان حبس نمودند. یکی از امیرزادگان صفاری به نام عمرو بن یعقوب بن محمد بن عمرو بن لیث از همین سال ادعای امارت سیستان را کرد و تا سال ۳۱۱ بر این ادعا بود تا به وسیله شاهان سامانی کشته شد. پس از آن احمد بن محمد بن خلف بن لیث با کمک مردم سیستان قیام کرده و دولت صفاریان را از نو احیاء کرد و سربازان و عاملان سامانی را از سیستان راند.

در باب جنگ‌های وی و چگونگی به قدرت رسیدن وی اطلاع زیادی دردست نیست، اما وی با امرای سامانی پس از مدتی دارای روابط حسنه شده و با نصر بن احمد ممدوح رودکی هم روابط خوبی داشته و رودکی نیز وی را در سروده‌ای، ستوده است. در این قصیده، رودکی وی را از تبار ساسانیان دانسته است:
خلق ز خاک و ز آب و آتش و بادند / وین ملک از آفتاب گوهر ساسان
ابوجعفر بانویه را مردی فاضل و کافی و کاردان و حکیم دانسته‌اند که در عهد سلطنت وی سیستان غرق در شادی و آرامش بوده‌است و همچنین دربار وی محفل علما و فضلا بسیاری بوده که به نام او در زمینه‌های مختلف کتبی نوشته‌اند. وی در سال ۳۵۲ هجری قمری به دست گروهی از خدمتکاران خود در مجلسی پس از ۴۱ سال سلطنت به قتل رسید.